# Mulford Bateman Foster
Mulford Bateman Foster (25 de diciembre de 1888–28 de agosto de 1978) fue un polímata, arquitecto y naturalista conocido por muchos como el "Padre de la bromelias", siendo instrumental en el descubrimiento y la introducción de muchas nuevas especies de bromeliáceas a los EE. UU. También dedicó su vida a la hibridación y contribuyó ampliamente al conocimiento de especies vegetales. Fue explorador, escritor, fotógrafo, artista, horticultor y arquitecto de paisajes muy respetado en Florida. Numerosas plantas bromelias hoy en día llevan el nombre de varios miembros de la familia Foster; y el género Fosterella es el nombre en honor de su obra.

## Primeros años
Nació en Elmer (Nueva Jersey). Su padre era Samuel Preston Foster, editor del periódico Elmer Times y su madre, Fannie Bateman, una ama de casa con habilidad para la jardinería e inclinaciones artísticas. Creció explorando los bosques que rodeaban su casa de Nueva Jersey bajo la guía de su madre. Con su inspiración, Mulford hacía sus propios jardines pequeños con las plantas silvestres que habían reunido. Con el tiempo empezó a coleccionar serpientes, lagartos y otros reptiles cada vez que podía. Asistió a la escuela y se graduó en 1905 como salutatorian del Elmer High School, y su tiempo libre lo gastaba al aire libre.

## Carrera profesional

### Banquero/Editor
Mulford padre le animó a educarse en los negocios, y se preocupaba que su amor por la naturaleza no sería rentable. Para satisfacer esas insistencias, asistió y se graduó de una escuela de negocios de Filadelfia. Trabajó durante 5 años en dos bancos top de Filadelfia, durante su entrenamiento y en el año luego de la graduación. En 1910 decidió dejar Filadelfia y empezó a trabajar con el periódico de su padre como nuevo editor asociado de Elmer, Nueva Jersey. pero al año, había vuelto a Filadelfia.

### Naturalista/Conferencista

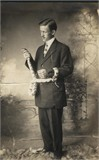
Mulford demostrando la seguridad de las serpientes en una de muchas conferencias públicas

Después de su matrimonio en 1911, compraron tierra al norte de Harrisburg, Pensilvania, en Cold Springs. Fue una gran extensión de tierra. Mulford y Fridel vivían en una casa de varios pisos con sótano y un edificio anexo dedicado a su serpientes. Fue a distancia, conectándose a los servicios solo por un tren, con un almacén cerca de su casa y caminando. Tenía planes de remodelación de una de las antiguas casas de labranza sobre la propiedad, aunque eso nunca lo hizo. Según los historiadores, la granja en algún momento probablemente se quemó en 1919 y la familia abandonó Cold Springs. Durante sus años en Cold Springs, Mulford mantuvo ocupado en la propiedad de los terrenos del hotel en desarrollo anterior, creciendo un huerto, levantando frutas y verduras, sus reptiles y pichones, así como participando en cierto modo, con el embotellado y la venta de agua de manantial proveniente de fuentes subterráneas. En tiempos de Mulford, el agua de manantial recogida y pichones finalmente encontró su camino a los negocios tan lejanos como Harrisburg y Filadelfia. Información adicional se recogió de los habitantes de Cold Springs a principios de 1900, incluyendo los Foster y se puede encontrar en el libro de Cold Spring Hoteles.

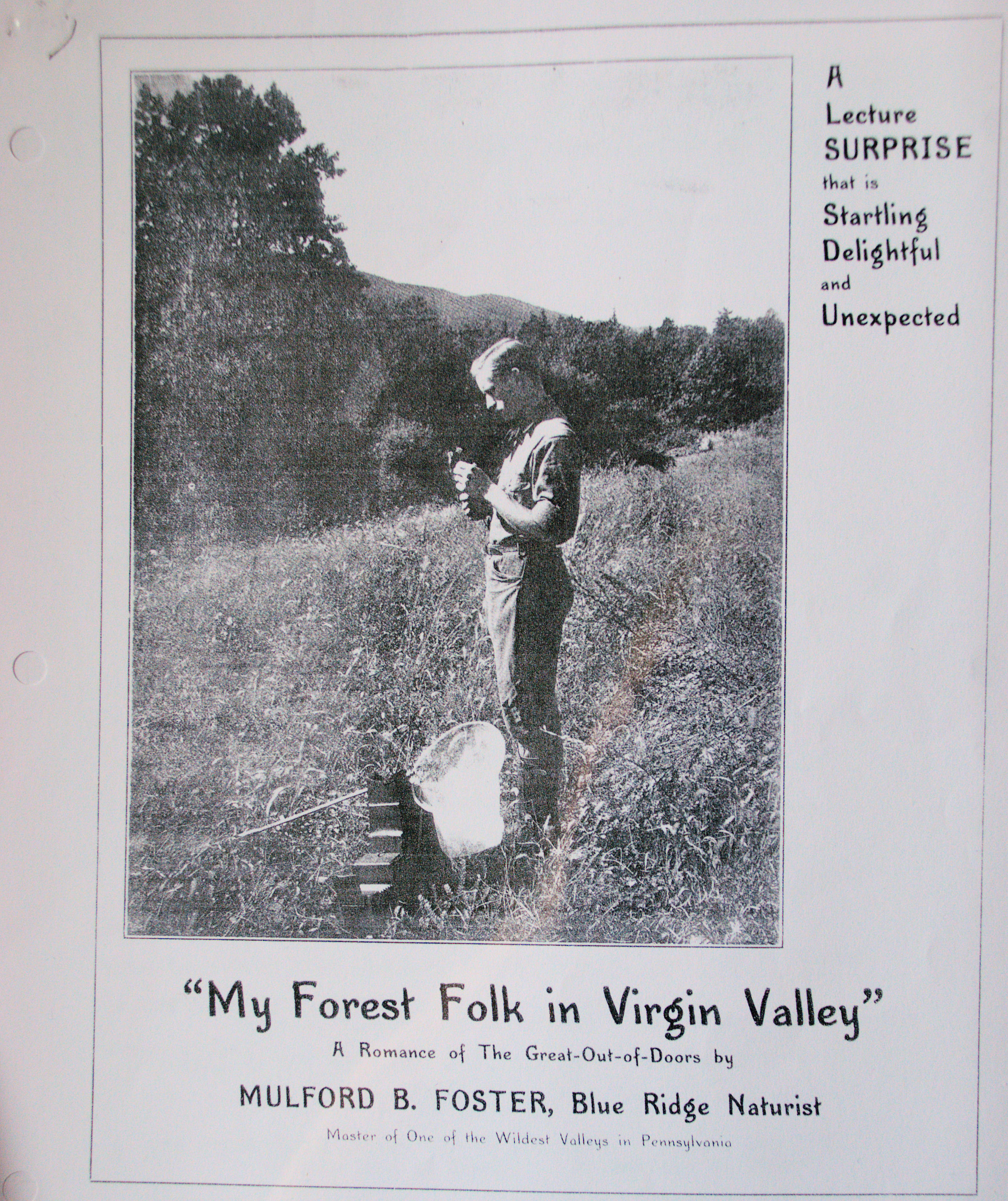
Folleto de publicidad de sus conferencias sobre la naturaleza

### Explorador y recolector

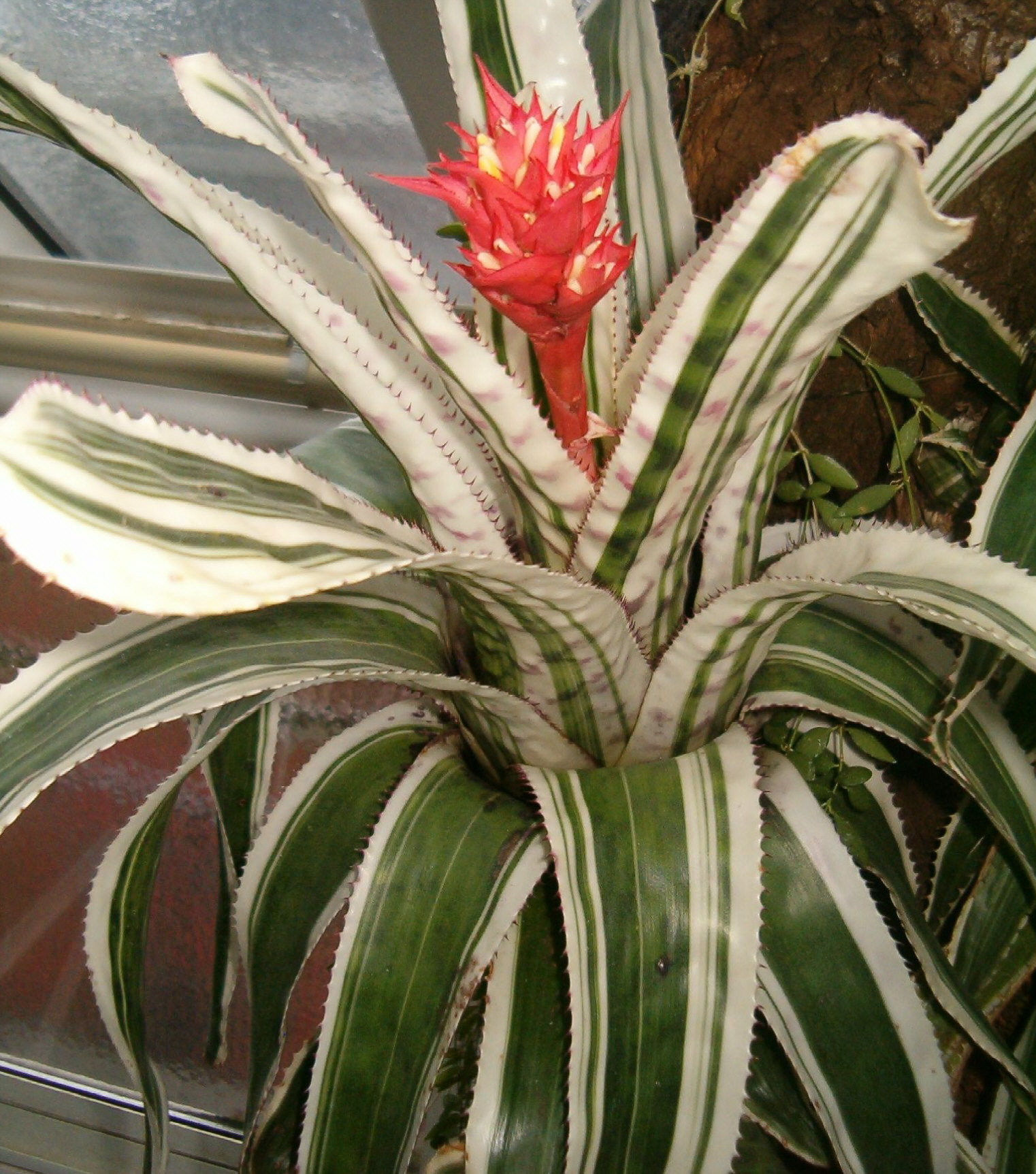
Aechmea orlandiana: una de las nuevas especies descubiertas por Mulford en Brasil, y honrando su ciudad natal de Orlando, Florida

Mulford comenzó a viajar a México en 1935, haciéndolo con Tibor Pataky, un amigo artista. Ese viaje fue descrito en su libro Adventures in Mexico. Retornó con Racine, su segunda esposa en 1936, y comenzó frecuentes viajes a Sudamérica en los siguientes veinte años. Mulford tenía un gran interés en la búsqueda de tanto especies nuevas y viejas de las plantas que podrían ser utilizados como material de decoración de interiores y paisaje. En 1938 Mulford realizó una expedición a Cuba, resultado de tal exploración la introducción de Agave caribbea a Florida. Hacia esa fecha Mulford se une a Lyman Smith que estana trabajando en el Herbario Gray de Harvard, siendo referenciado por las fuentes en el Smithsonian. Lyman en última instancia, sería de gran ayuda con la identificación y clasificación de las bromelias que Mulford coleccionaba. Es Lyman Smith, quien lo dirigió a Brasil, pues él mismo había estado allí y recogió muestras. Mulford había expresado al principio un interés en explorar la Guayana neerlandesa El libro de Mulford y Racine Brazil, Orchid of the Tropics, fue una gran historia botánica de Brasil. El libro fue un éxito y su realización llevó el trabajo en equipo artístico que habría de marcar la relación entre Racine y Mulford. Su aguda visión, vivacidad e ingenio equilibrada con su dedicación y ayuda en el cuidado de todas las plantas y ayudar a organizar sus materiales, guardar las notas de su propia exigentes se repitieron muchas veces en el año con muchos proyectos.  En 1954 viaja a Jamaica, y finaliza recogiendo especies en México en 1957. Durante estos viajes no sólo Mulford acumuló miles de especímenes de herbario para el Herbario Gray de la Universidad de Harvard y el Instituto Smithsoniano de Washington D. C., donde todos los datos científicos se encuentran en el archivo pero que también ha recogido miles de semillas y plantas vivas para enriquecer la variedad de jardines de la Florida.
La siguiente es una lista de los varios lugares de América del Sur que Mulford conoció por haber viajado fuera de EE. UU., a menudo con su esposa Racine. El proceso de recolección y preservación de las muestras fue riguroso y bien documentado en los registros existentes.
- Brasil
- Perú
- Bolivia
- Ecuador
- Panamá
- Costa Rica
- México
- Puerto Rico
- Columbia
- Guyana Holandesa
- Cuba
- Jamaica
- Venezuela
- Trinidad

### Nuevas especies de recolecciones botánicas
Las siguientes especies de plantas están tomadas del libro de Foster Brasil, la orquídea del Trópico, el Herbario Gray de la Universidad de Harvard y el Instituto Smithsonian Departamento de Botánica. Como el número de nuevas especies encontradas y recogidas de América del Sur por Mulford se estima entre 170, y quizás más de 200: esta lista está incompleta. Otros nombres se pueden encontrar en el Instituto de Botánica en el Brasil, aunque pocas especies nuevas se encuentran en ese lugar. En Estados Unidos las plantas fueron identificadas principalmente por Lyman Smith después de Mulford, y de su esposa Racine que habían recogido las muestras y volvió con ellos a EE. UU. A veces se descubrió a posteriori que había descubierto una nueva especie de hecho.
Bromeliaceae
- Achmea ramosa Mart. var. festiva
- Aechmea servitensis André var. exigua
- Aechmea depressa
- Aechmea conifera
- Aechmea orlandiana
- Aechmea zebrina
- Aechmea Victoriana
- Aechmea triangularis
- Aechmea saxicola
- Aechmea pineliana var. minuta
- Aechmea podantha
- Aechmea perforata
- Aechmea nervata
- Aechmea mutica
- Aechmea mulfordii
- Aechmea maculate
- Aechmea macrochlamys
- Aechmea leucolepis
- Aechmea lateralis
- Aechmea lasseri
- Aechmea distichantha var. canaliculata
- Aechmea chlorophylla
- Aechmea coelestis var. albo-marginatus
- Aechmea caudata var. variegata
- Aechmea castanea
- Aechmea capixabae
- Aechmea araneosa
- Aechmea bicolor
- Billbergia iridifolia var. concolor
- Billbergia iridifolia (Nees & Mart.) Lindl. var. concolor
- Billbergia chlorantha
- Billbergia euphemiae var. saundersioides
- Billbergia fosteriana
- Billbergia leptopoda
- Billbergia minarum
- Billbergia amoena var. penduliflora
- Bromelia alta
- Bromelia fosteriana
- Bromelia fragilis
- Canistrum fosterianum
- Cryptanthopsis navioides
- Cryptanthus bromelioides var. tricolor
- Cryptanthus fosterianus
- Cryptanthus maritimus
- Cryptanthus bahianus
- Cryptanthus incrassatus
- Cryptanthus pseudoscaposus
- Dyckia fosteriana
- Dyckia lutziana
- Dyckia pseudococcinea
- Dyckia simulans
- Dyckia ursine
- Encholirium paraibae
- Encholirium hoehneanum
- Encholirium horridum
- Gravisia rubens
- Gravisia fosteriana
- Greigia collina
- Greigia mulfordii
- Greigia nubigena
- Greigia racinae
- Greigia sanctae-martae
- Guzmania acuminata
- Guzmania amplectens
- Guzmania angustifolia (Baker) Wittm. var. nivea
- Guzmania fosteriana
- Guzmania geniculata
- Guzmania globosa
- Guzmania hedychioides
- Guzmania lychnis
- Guzmania nubigena
- Guzmania pungens
- Guzmania radiata
- Guzmania stricta
- Hechtia caudata
- Hechtia fosteriana
- Hechtia integerrima
- Hohenbergia catingae var. elongata
- Hohenbergia minor
- Hohenbergia disjuncta
- Hohenbergia littoralis
- Neoregelia bahiana (Ule) L.B.Sm. var. viridis
- Neoregelia carolinae var. tricolor
- Neoregelia fluminensis
- Neoregelia fosteriana
- Neoregelia leprosa
- Neoregelia macrosepala
- Neoregelia melanodonta
- Neoregelia oligantha
- Neoregelia pauciflora
- Neoregelia zonata
- Nidularium apiculatum
- Nidularium apiculatum L.B.Sm. var. serrulatum
- Nidularium itatiaiae
- Orthophytum disjunctum
- Orthophytum fosterianum
- Orthophytum maracasense
- Orthophytum foliosum
- Orthophytum rubrum
- Pitcairnia adscendens
- Pitcairnia arenicola
- Pitcairnia bella L.B.Sm. var. densior
- Pitcairnia brunnescens
- Pitcairnia calophylla
- Pitcairnia capitata
- Pitcairnia costata
- Pitcairnia deciduas
- Pitcairnia echinata Hook. var. sublaevis
- Pitcairnia elongata
- Pitcairnia flammea Lindl. var. pallid
- Pitcairnia fosteriana
- Pitcairnia guzmanioides
- Pitcairnia halophila
- Pitcairnia lepidopetalon
- Pitcairnia lignosa
- Pitcairnia maritima
- Pitcairnia petraea
- Pitcairnia quesnelioides
- Pitcairnia squarrosa
- Pitcairnia tumulicola
- Pitcairnia volubilis
- Portea filifera
- Portea fosteriana
- Portea petropolitana (Wawra) Mez var. extensa
- Puya sanctae-martae
- Puya atra
- Puya ultima
- Puya fosteriana
- Puya riparia
- Puya sanctae-martae
- Quesnelia imbricate
- Tillandsia acuminate
- Tillandsia arcuans
- Tillandsia arguta
- Tillandsia brevior
- Tillandsia buseri var. nubicola
- Tillandsia cernua
- Tillandsia demissa
- Tillandsia chartacea
- Tillandsia fasciculata f. alba
- Tillandsia fasciculata var. floridana
- Tillandsia fosteri
- Tillandsia fusiformis
- Tillandsia gracillima
- Tillandsia hospitalis
- Tillandsia ionantha Planch. var. van-hyningii con Van Hyning
- Tillandsia pueblensis var. glabrior con Van Hyning
- Tillandsia racinae
- Tillandsia socialis con Van Hyning
- Tillandsia sigmoidea
- Tillandsia steiropoda
- Tillandsia ultima
- Vriesea funebris
- Vriesea hodgei
- Vriesea languid
- Vriesea minarum
- Vriesea monacorum
- Vriesea paludosa
- Vriesea parviflora
- Vriesea platynema Gaudich. var. gracilior
- Vriesea procera (Mart.) Wittm. var. rubra
- Vriesea racinae
- Vriesea rhodostachys
- Vriesea ruschii
- Vriesea stricta
- Vriesea verrucosa
- Vriesea petropolitana
- Vriesea philippo-coburgii Wawra var. vagans
- Vriesea penduliflora
- Vriesea extensa
- Vriesea hamata
- Vriesea delicatula
- Vriesea ruschi
- Vriesea vulpinoidea
- Vriesea hieroglyphica
- Vriesea fosteriana
- Vriesea haematina
- Vriesea longicaulis
- Vriesea interrogatoria
- Vriesea bicolor
- Vriesea confusa
- Vriesea cylindrica
- Vriesea egregia
- Vriesea nutans

Amaryllidaceae
- Zephyranthes fosteri

### Escritor y conferencista
Mulford fue un narrador prolífico, además de sus otros talentos. Dio conferencias sobre jardinería y temas de historia natural a colegios, universidades, escuelas y clubes de jardinería a lo largo de EE. UU., así como en Venezuela, Costa Rica y Canadá. Escribió de todo un poco. Sus primeros escritos eran abundantes cartas, incluso a una edad temprana. Algunos eran simples postales, con sus pensamientos y, sin embargo ahora proporciona atisbos de su ser interior y una hoja de ruta para sus actividades hacia el exterior. Sus cartas eran a menudo muy chistosas, y aún de prosa poética, y también escribió poesía, que usaría de vez en cuando para adornar tarjetas de Navidad y similares. En los últimos años, después de su traslado a la Florida era típico que pudiese encontrar que garabateaba en sus hojas con membrete "Tropical Arts". A partir de la década de 1940, junto con Mulford Racine comenzó a publicar sus conocimientos en constante expansión de las bromelias, en una amplia variedad de publicaciones hortícolas y de jardinería, tales como The Smithsonian, The New York Times, House Beautiful; y en revistas tales como National Horticultural Magazine, Cactus and Succulent Journal para nombrar algunas. El artículo especial "Puya, the Pineapple’s Andean Ancestor" se publicó en octubre de 1950 en el National Geographic Magazine con fotos color. Fue también durante ese tiempo que comenzó a escribir libros en colaboración, sobre la base de sus viajes a América del Sur incluyendo: Brazil, Orchid of the Tropics, Bromeliads-A Cultural Handbook and Air Gardens of Brazil Mulford también se convirtió en el fundador y presidente de la "Sociedad de Bromelias", en 1950 hasta 1959, y se convirtió en su editor desde 1951 hasta 1958 y con su dirección editorial del Boletín la audiencia se convirtió en mundial. Escribió numerosas piezas para el "Diario Bromelias Internacional" que se pueden encontrar en sus archivos con ejemplos que suelen verse en las reimpresiones hasta nuestros días. Mantuvo esa responsabilidad durante más de una década, con Racine de editor de copias por años. Ambos se comprometieron en gran medida a esta publicación al principio, a menudo usando sus fondos propios para ayudar a publicar la revista en los primeros años.

### Algunas publicaciones
Las siguientes publicaciones por Mulford B. de Foster se tratan en este artículo. Una lista más completa de sus publicaciones se pueden encontrar en
- Foster, Mulford B. (1944). «Air Plants for Home Horticulture». Home Gardening for the South. Jan.
- Foster, Mulford B. (1944). «Lazy Gardener’s Dream-Come-True». Home Gardening for the South. feb.
- Foster, Mulford B. & Racine (1943). «Exploring Brazil’s Jungle Gardens». Home Gardening for the South. agosto.

- Foster, Mulford B. (1944). «Exploring for Tropical Plants». The Bulletin of Garden Club of America. julio.
- Foster, Mulford B. (1943). «One Step Ahead of Mother Nature». National Horticultural Magazine. octubre.
- Foster, Mulford B. (1945). «Lateral Inflorescences in the Bromeliaceae». National Horticultural Magazine. enero.
- Foster, Mulford B. (1945). «Blueprint of the Jungle». Journal of New York Botanical Garden. enero.
- Foster, Mulford B. (1942). «Bromeliads of Brazil». Smithsonian Annual Report 3723.
- Foster, Mulford B. (1945). «Introducing Bromeliads». Southern Home and Garden. mayo.
- Foster, Mulford B. (1945). «Do You Know the Bromeliads». New York Times. p. Garden Page.
- Foster, Mulford B. & Racine (1943). «Air Minded Plants Take a Bow». The Gardener’s Chronicle. agosto.
- Foster, Mulford B. & Racine (1943). «Christmas Mexicana». The Gardener’s Chronicle. diciembre.
- Foster, Mulford B. & Racine (1943). «The Garden of a Thousand Orchids». The Gardener’s Chronicle. diciembre.
- Foster, Mulford B. (1950). «Puya, The Pineapple’s Andean Ancestor». The National Geographic Magazine. 245, Nº 4. pp. 463-472.

- Foster, Mulford B. & Racine (1945). Air Gardens of Brazil. Lancaster, PA: Jaques Cattell Press.

- Foster, Mulford B. & Racine (1945). Plant Life: Plant drawings from Columbia, Ecuador and Brazil. Lancaster, PA: The American Plant Life Society.

- Foster, Mulford B. (1974). Bromeliads. A Cultural Handbook. Los Ángeles: Bromeliad Society, Inc.

- Foster, Mulford B. and Racine (1945 (1ª edición)). Brazil, Orchids of the Tropics (print (hardcover)). Lancaster, PA: Jacques Cattell. pp. 314 (1ª ed.). OCLC 183695.

## Vida personal
Mulford se casó dos veces. Su primera mujer fue Fridel Tautenhahn que se casó en noviembre de 1911 en Filadelfia. Se consideró por algunos, de que su intensa relación con su futuro suegro llevó a este matrimonio. Tuvieron cuatro hijos: Gerda (1912), Bert (1919), Miriam (1920) y luego los gemelos donde sobrevivió una sola hija Jeanne Eunice (en 1922). Se divorciaron en 1933 en Florida donde los niños se mantuvieron cerca de su madre. Se casó con Racine Sarasy en 1935 siendo Racine Foster, honrándola con el género de bromeliáceas Racinaea M.A.Spencer & L.B.Sm.. No hubo niños de ese matrimonio. Tuvo numerosos nietos y bisnietos, así como una gran familia extendida a su alrededor durante toda la segunda parte de su vida.
En 1974, Mulford experimentó un accidente cerebrovascular devastador dejándole paralizado de un lado y casi siempre en silla de ruedas. A pesar de la parálisis, continuó dibujando con la mano buena. Tuvo una serie de pequeñas apoplejías en los siguientes cuatro años antes de finalmente morir en su casa, en 1978. Después de su muerte fue establecido un fondo conmemorativo en los Marie Selby Botanical Gardens. Se estableció el "Centro de Identificación Mulford B. Foster", que sigue hoy día con la intención de fomentar el interés y el estudio de las bromelias.
Sus cenizas fueron esparcidas en Bromel-La, Orlando, Florida.
- La abreviatura «M.B.Foster» se emplea para indicar a Mulford Bateman Foster como autoridad en la descripción y clasificación científica de los vegetales.[27]